# Cambio climático en Turquía

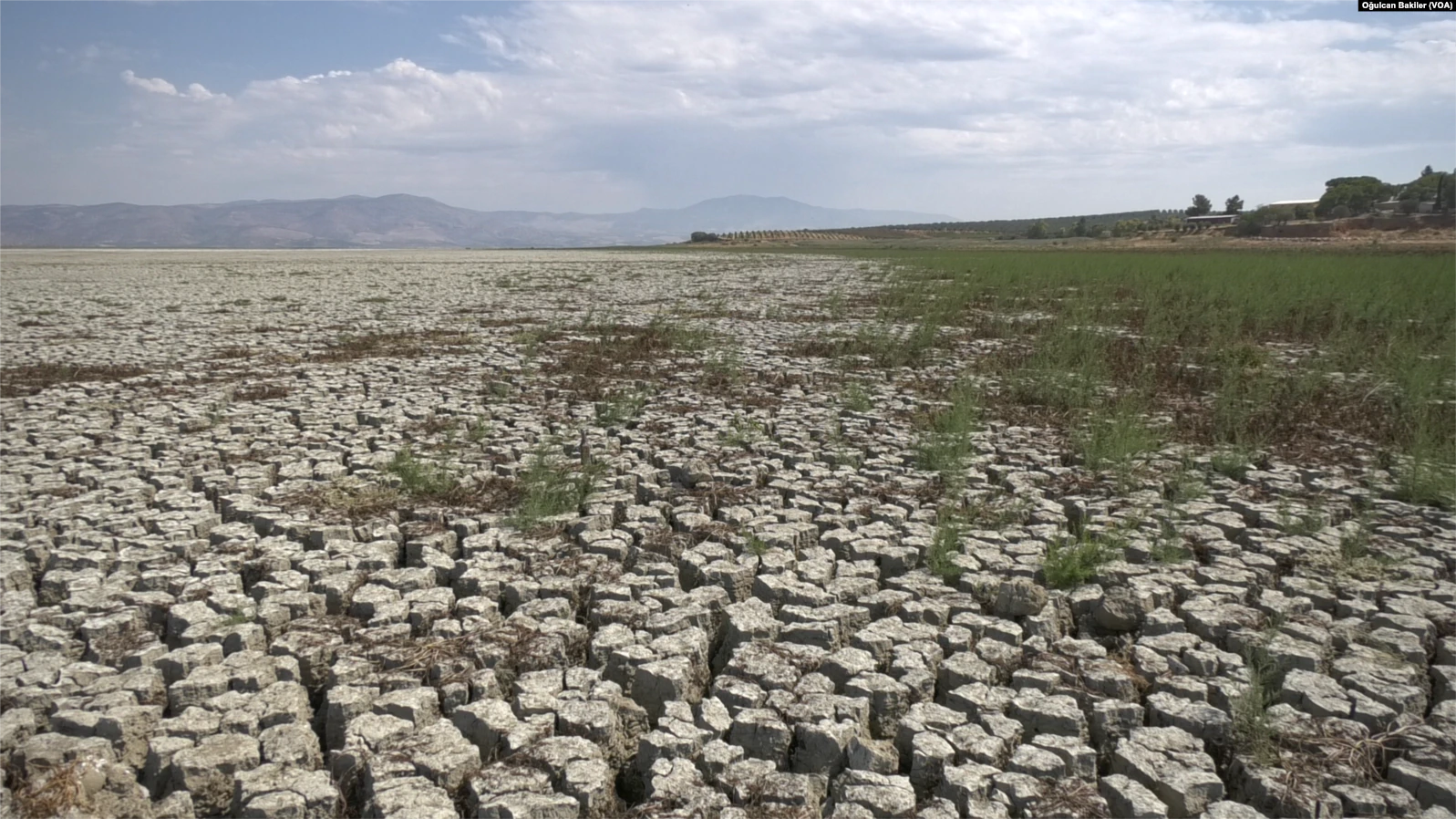
El lago de Mármara se ha secado por completo; una demanda en curso en 2024 alega que no llueve lo suficiente para las presas de irrigación río arriba.

Las sequías y las olas de calor son los principales peligros debido al calentamiento del clima en Turquía. La temperatura ha aumentado más de 1,5 °C (2,7 °F), siendo 2024 el año más caluroso hasta la fecha,y se registran fenómenos meteorológicos más extremos.
Las emisiones actuales de gases de efecto invernadero superan el 1 % del total mundial, y la política energética incluye subvenciones tanto al gas fósil como al carbón.Las emisiones anuales por persona desde finales de la década de 2010 han oscilado en torno a las seis toneladas y media,lo que se aproxima a la media mundial.Sin embargo, las emisiones históricas son inferiores al 1 % del total mundial.
La Dirección de Cambio Climático coordina la adaptación al cambio climático, que se ha planificado para los recursos hídricos por cuencas fluviales y para la agricultura. Recientemente se ha añadido el cambio climático a la educación escolar.El sistema de comercio de emisiones forma parte de un proyecto de ley sobre el clima, pero el proyecto ha sido criticado por omitir la eliminación gradual del carbón.

## Impactos en el medio ambiente natural
Hubo dos períodos significativos de cambio climático en la Edad del Bronce. Según el Centro de Estudios sobre el Cambio Climático y Políticas de la Universidad de Boğaziçi, el cambio climático provocado por el ser humano en Turquía comenzó en la década de 1970.El Proyecto de Intercomparación de Modelos Acoplados #CMIP_Phase_6 (CMIP6) lo modela bien, sin embargo, la media del conjunto multimodelo CMIP6 tiene una resolución demasiado baja (2° × 1,5°) para las zonas más altas de Turquía. Un ejemplo del impacto del cambio climático será la distribución de las precipitaciones: el borde descendente de la célula de Hadley (una zona de circulación cerca del ecuador) podría desplazarse hacia el norte, hacia Turquía, cuya frontera sur se encuentra alrededor de los 36 grados norte, lo que podría reducir las precipitaciones en el sur del país.

### Cambios en la temperatura y el clima

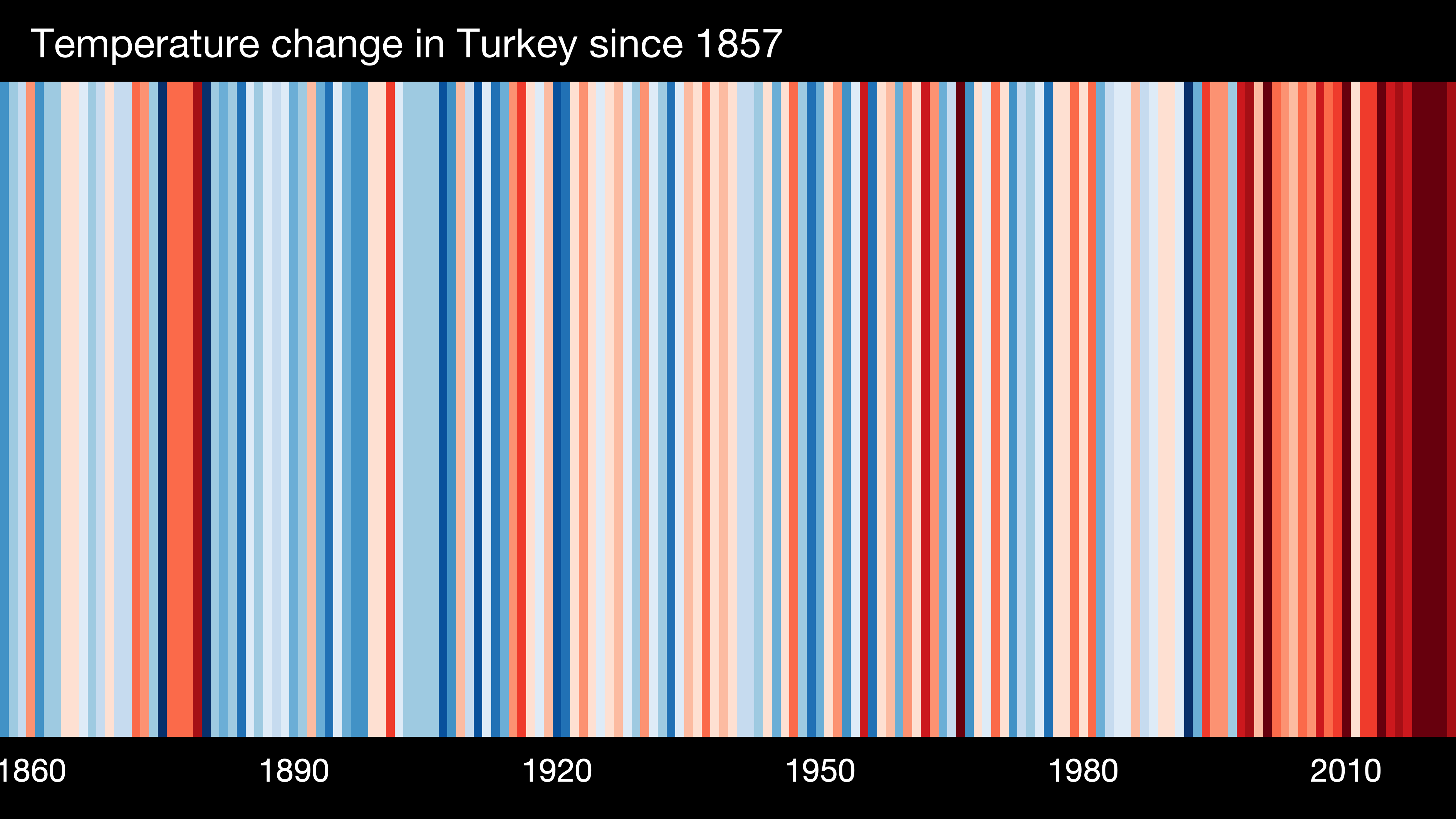
Franjas de calentamiento que muestran la variación de la temperatura media en Turquía durante 120 años

En 2024, el año más caluroso registrado fue 2024 y el segundo más caluroso, 2010.Se prevé que Turquía se vea más gravemente afectada que muchos otros países, pero los efectos varían considerablemente entre las distintas regiones del país.

El clima se está volviendo más extremo,especialmente las precipitaciones, y en 2021 se produjeron extensos incendios forestales en el sur e inundaciones en el norte. Los incendios forestales en Turquía han aumentadodebido al cambio climático,y se prevé que la velocidad del viento aumente en toda la región de Mármara. Sin embargo, las precipitaciones en el norte varían menos que en el sur.Se prevén más inundaciones, debido a que las precipitaciones sustituyen a la nieve.Estacionalmente, puede haber más precipitaciones en invierno, pero un 50 % menos en primavera y otoño. Las olas de calory las sequías están aumentando,al menos en algunas partes del país.

### Aumento del nivel del mar
Se estima que el nivel del mar en el Egeo aumentó 4 mm al año a principios del siglo XXI.Más de 200 000 personas viven en zonas que correrían peligro si el nivel del mar aumentara 1 metro.Estambul está en peligro por el aumento del nivel del mar;por ejemplo, la estación de metro de Kadıkoy está amenazada por las inundaciones.El levantamiento tectónico ha disminuido el aumento del nivel del mar entre Samsun y Alanya, mientras que varios grandes deltas fluviales se han hundido.

### Recursos hídricos

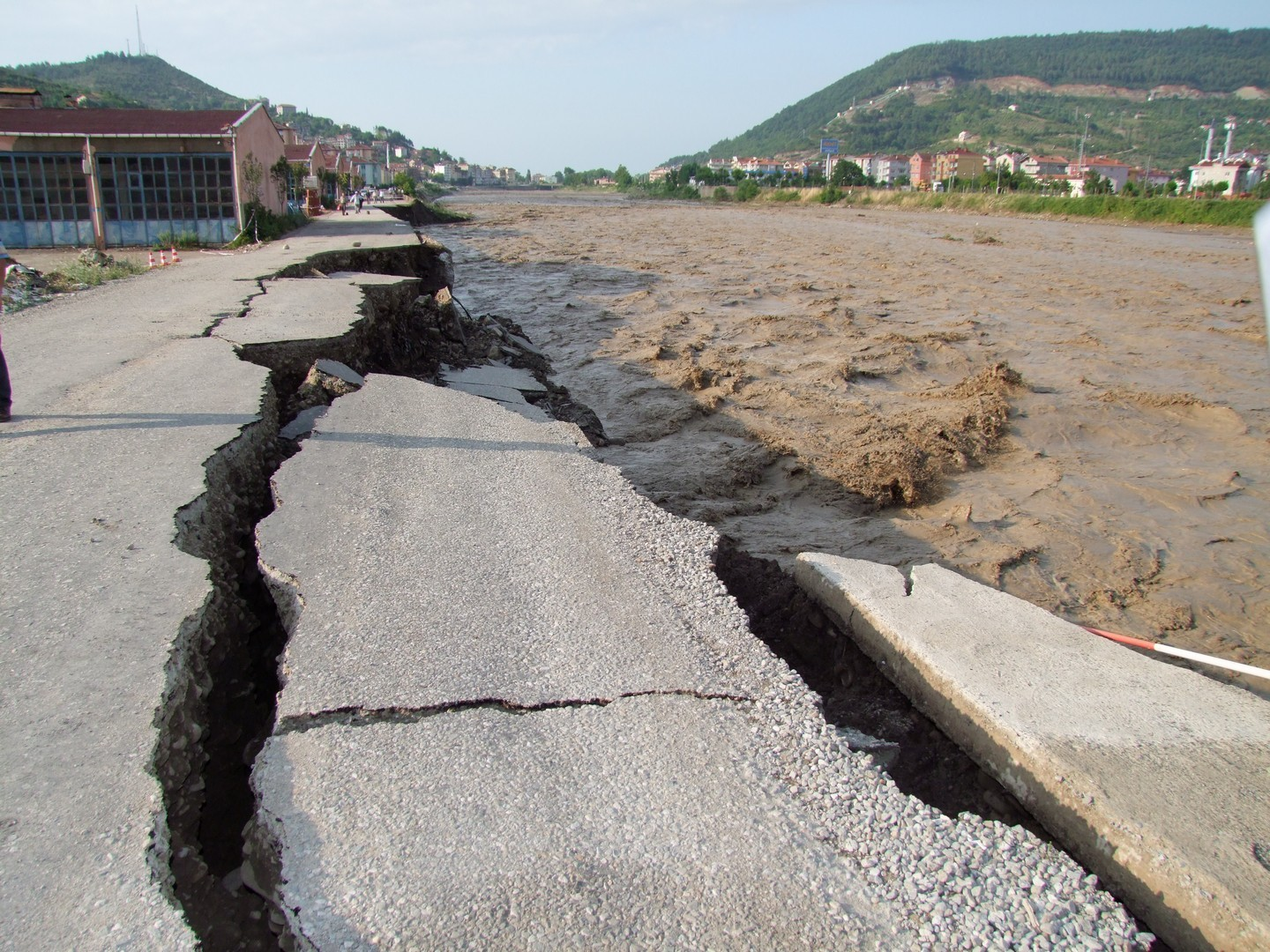
Se pronostica que las inundaciones relámpago serán cada vez más frecuentes, como aquí en Sinop.

El cambio climático ha reducido las precipitaciones en algunas regiones y las ha hecho menos regulares, lo que ha supuesto una carga para las centrales hidroeléctricas. Entre 1979 y 2019, las precipitaciones anuales fluctuaron entre más de 60 cm y menos de 45 cm, y las temperaturas medias anuales variaron en 4 grados.
Turquía ya es un país con estrés hídrico, ya que la cantidad de agua por persona es de solo unos 1500 metros cúbicos (53 000 pies cúbicos) al año: debido al aumento de la población y al cambio climático, es muy probable que el país sufra escasez de agua (menos de 1000 m³) en la década de 2070. Se prevé que los recursos hídricos de las cuencas fluviales del norte apenas varíen, pero se prevé una reducción sustancial en las cuencas fluviales del sur.Konya, en el centro de Turquía, también es vulnerable.Se ha sugerido cobrar por el agua utilizada en la agricultura: 64–66 

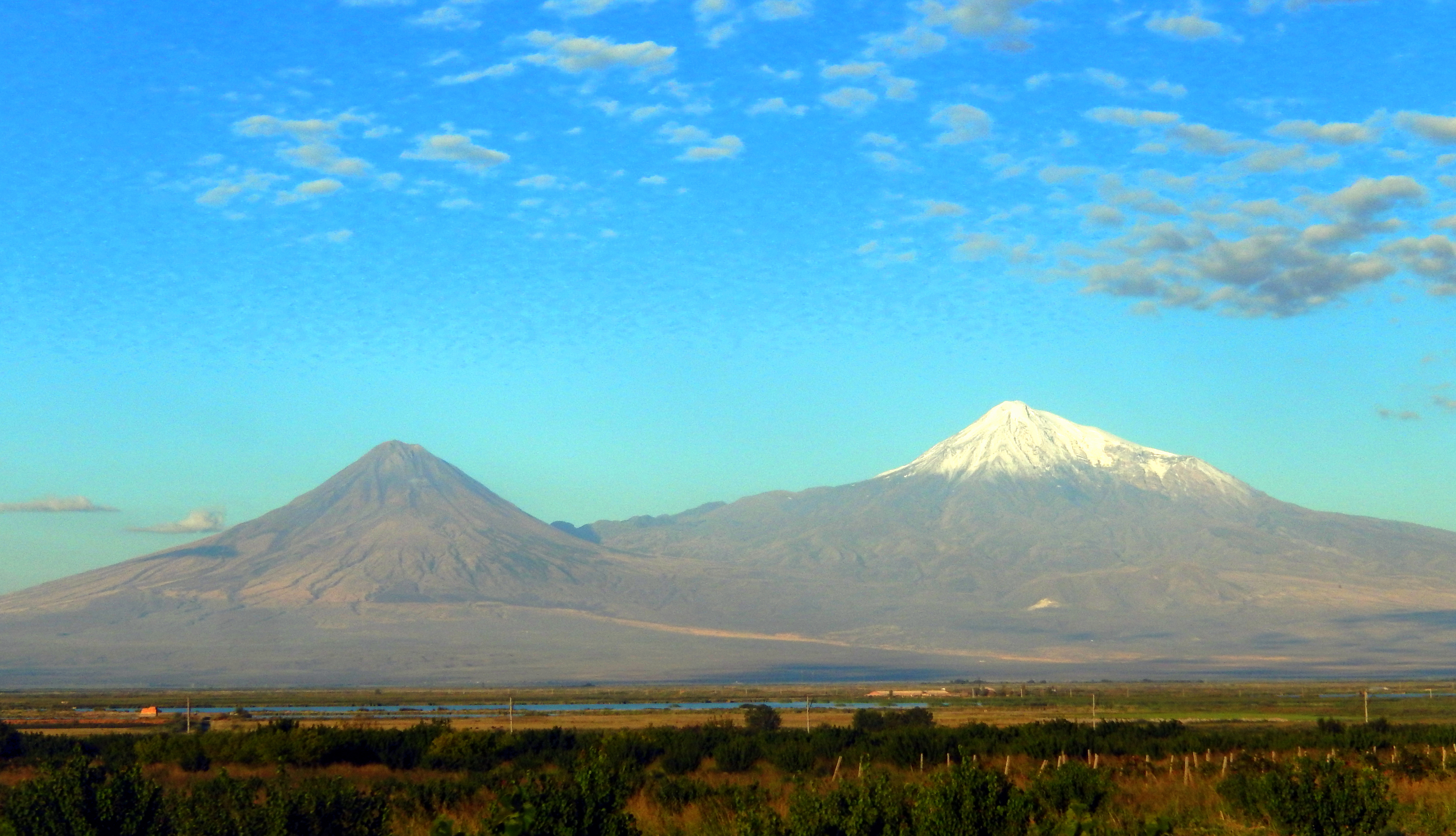
El glaciar del monte Ararat está retrocediendo debido al cambio climático y desaparecerá antes de finales de siglo.

La producción de carne de vacuno en Turquía necesita casi la mitad más de agua que la media mundial: 109  pero, aunque el cambio climático está provocando sequías en Turquía,el pienso para el ganado está subvencionado.

### Ecosistemas
En las zonas costeras se ven afectados los humedales permanentes, las tierras de cultivo y los pastizales:Los modelos climáticos predicen que los fenómenos meteorológicos extremos aumentarán en la región mediterránea. 151  Los glaciares de Turquía están retrocediendo:los más grandes que quedan son los del monte Ararat y se prevé que desaparezcan en 2065,ya que se están derritiendo mucho más rápido que los glaciares de montaña de muchas otras partes del mundo.Dado que se prevé que el clima en el sur se vuelva más cálido y seco, puede ser muy difícil mantener los bosques actuales del sur de Turquía.En las regiones de Mármara y el Mediterráneo, los incendios forestales están asociados con la tendencia al calentamiento de la cuenca oriental del Mediterráneo.Se prevé que aumente la erosión del suelo. El aumento de la temperatura de la superficie del mar es una de las causas de la mucosidad marina en el mar de Mármara, y se espera que cambie aún más la vida marina en las aguas turcas. La temperatura de la superficie del mar Negro ha aumentado 2 grados,y existe la preocupación de que los osos pardos no hibernen.

## Repercusiones en las personas

### Repercusiones económicas
El ministro de Medio Ambiente, Murat Kurum, estimó en 2021 que las pérdidas debidas a catástrofes, como las inundaciones,causadas por el cambio climático ascenderían a miles de millones de liras (cientos de millones de dólares).El Banco Mundial ha estimado el coste y los beneficios de detener las emisiones netas de carbono, pero ha sugerido que el Gobierno elabore planes mucho más detallados.Para las empresas que respondieron al Carbon Disclosure Project en 2022, el principal riesgo del cambio climático para sus negocios es la fijación de precios del carbono, como el Mecanismo de Ajuste en Frontera por Carbono de la Unión Europea: 10 
Según el Programa de las Naciones Unidas para el Desarrollo, la disminución de las precipitaciones está agravando las amplias disparidades sociales y regionales dentro de Turquía, y la brecha entre las provincias del sudeste y el resto del país se está ampliando. Hay más de 3 millones de refugiados de la guerra civil siria en Turquía.Pero aunque las graves sequías en Siria, como las de 2007-2008 en el noreste, son más probables debido al cambio climático en Oriente Medio, según los académicos es muy improbable que esto fuera una causa de la guerra civil siria.
Agricultura

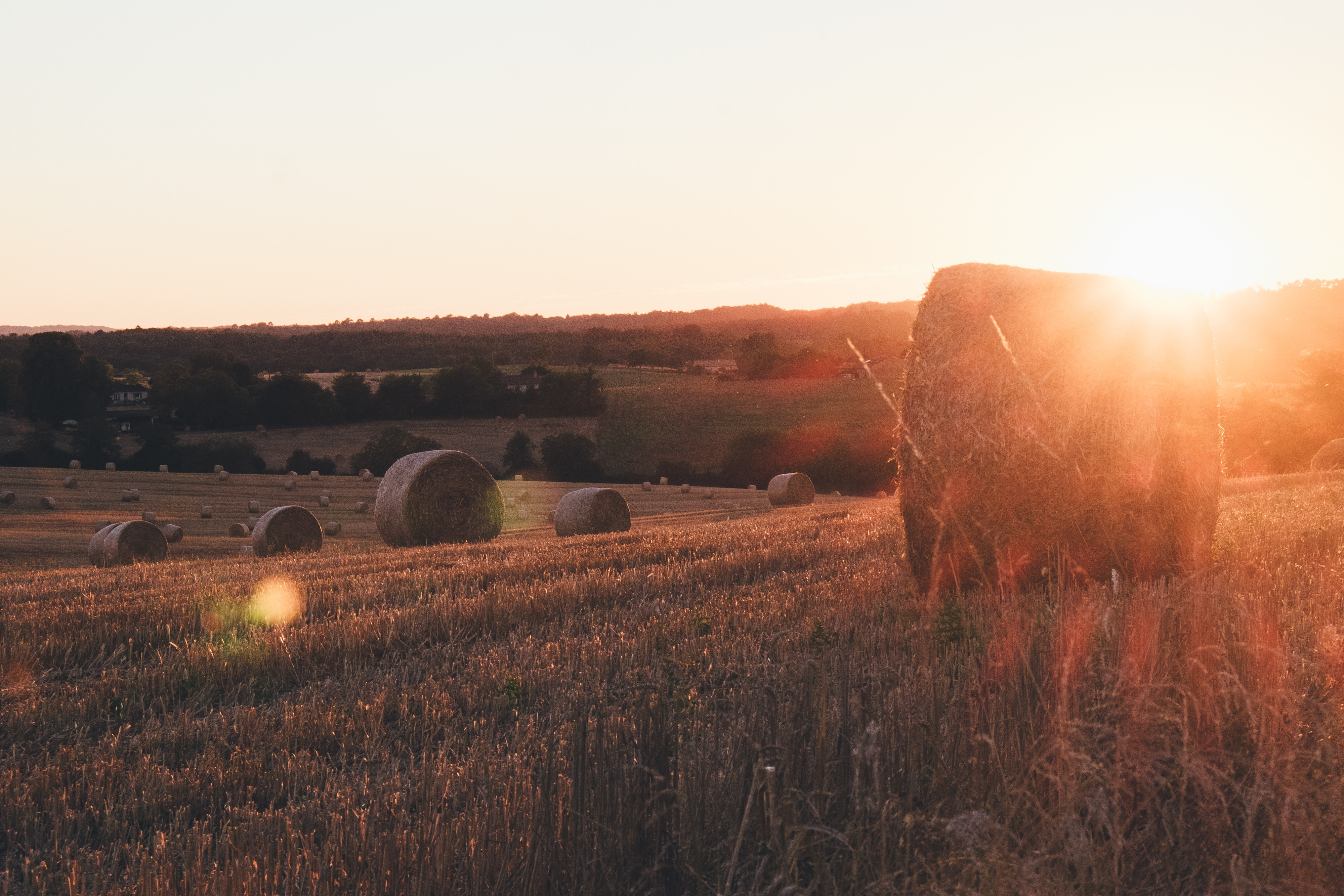
El trigo puede verse gravemente afectado.

A menos que se reduzcan considerablemente las emisiones globales, se prevé que la agricultura en Turquía, como la del trigo, se vea gravemente afectada a partir de finales de la década de 2030, especialmente en las zonas con agricultura de secano.Las zonas áridas y semiáridas corren el riesgo de desertificación. Se pierde agua por evaporación debido a las técnicas de riego "anticuadas" utilizadas por el Proyecto del Sudeste de Anatolia, lo que aumenta el riesgo de una grave escasez de agua.
Se prevé que los daños a la agriculturaaumenten considerablemente, por ejemplo, debido a la germinación o floración «falsa» seguida de una ola de frío.El aumento de la floración temprana, que se está produciendo debido al cambio climático, puede suponer un problema para cultivos como los árboles frutales.Los viñedos de Tracia se están viendo afectados.Una disminución significativa de la producción agrícola se transmite a toda la economía y reduce el bienestar nacional. Se ha sugerido una mayor cooperación en materia de tecnología agrícola con la UE y los EAU.
Energía hidroeléctrica
Se prevé una reducción de las precipitacionesy de la energía hidroeléctrica en Turquía,y las presas turcas en las cuencas de los ríos Tigris y Éufrates están reduciendo el caudal transfronterizo y agravando la sequía debido al cambio climático en Irak. Para conservar la energía hidroeléctrica, se está añadiendo energía solar junto a la energía hidroeléctrica.
Pesca y acuicultura
El calentamiento de los mares y las especies marinas invasoras, como las procedentes del mar Rojo, han recibido poca cobertura mediática. La pesca en el mar Negro es sensible a los efectos del cambio climático, y según la Fundación Turca de Investigación Marina, todos los mares turcos se verán afectados.El lago Van se está reduciendo debido al cambio climático.
Turismo
El turismo en Turquía puede resultar demasiado caluroso en verano para algunas personas; por ejemplo, Antalya podría resultar demasiado calurosa para algunos visitantes durante algunas vacaciones escolares.El desarrollo de estaciones de esquí en las montañas del Tauro Central y la región oriental del Mar Negro podría no ser posible.

### Repercusiones en la salud
El cambio climático puede afectar a la salud en Turquía, por ejemplo, debido al aumento de las olas de calor,especialmente en las personas mayores, los enfermos crónicos y los niños.Los incendios forestales en Turquía fueron los peores en la historia de la república en 2021 y causaron la muerte de varias personas y cientos de heridos. Las sequías aumentan el riesgo de enfermedades transmitidas por mosquitos.Entre 1970 y 2014, 1350 personas murieron a causa de las inundaciones en Turquía y alrededor de 2 millones de personas se vieron afectadas por ellas.

### Repercusiones en la vivienda
Los ecologistas afirman que las nuevas autopistas y la construcción de hormigón están dificultando la absorción del agua de las inundaciones por parte del terreno.Debido al aumento de la temperatura, los edificios existentes necesitarán más energía para su refrigeración.

## Adaptación
En 2012 se publicó una estrategia nacional y un plan de acción para la adaptación al cambio climático,pero en 2025 Turquía aún no ha presentado un Plan Nacional de Adaptación a la CMNUCC.El Ministerio de Agricultura y Silvicultura está investigando los efectos del cambio climático y desarrollando una estrategia de adaptación.En 2021 se redactó un informe de adaptación.
El Ministerio de Medio Ambiente, Urbanización y Cambio Climático coordina las actividades para combatir el cambio climático en Turquía. El ministro de Agricultura, Bekir Pakdemirli, afirmó en 2023 que se estaba modernizando el riego y que los cultivos que requieren mucha agua, como el maíz, se estaban sustituyendo en la agricultura turca.
El Duodécimo Plan de Desarrollo (2024-2028) menciona la adaptación: 218  Se ha sugerido el paisajismo de los espacios verdes de las ciudades con el fin de ahorrar agua,y Estambul cuenta con un plan de acción contra el cambio climático. Un estudio de 2023 sugirió que los planes locales contra el cambio climático deberían integrarse mejor con los planes espaciales locales.En 2025 aún no se ha aprobado una ley sobre el cambio climático, aunque en 2020 se publicó un borradorque se volvió a redactar en 2025.

## Sociedad y cultura

### Educación e investigación
La educación sobre el cambio climático es una opción en los grados 6.º, 7.º y 8.º de la enseñanza en Turquía. En 2025 no hay mucha formación para profesores ni materiales escolares, pero sí hay educación superior e investigación en el Centro de Estudios sobre el Cambio Climático y las Políticas de la Universidad de Boğaziçi. En 2025, los resultados se medirán mediante el Programa para la Evaluación Internacional de Estudiantes.

### Activismo

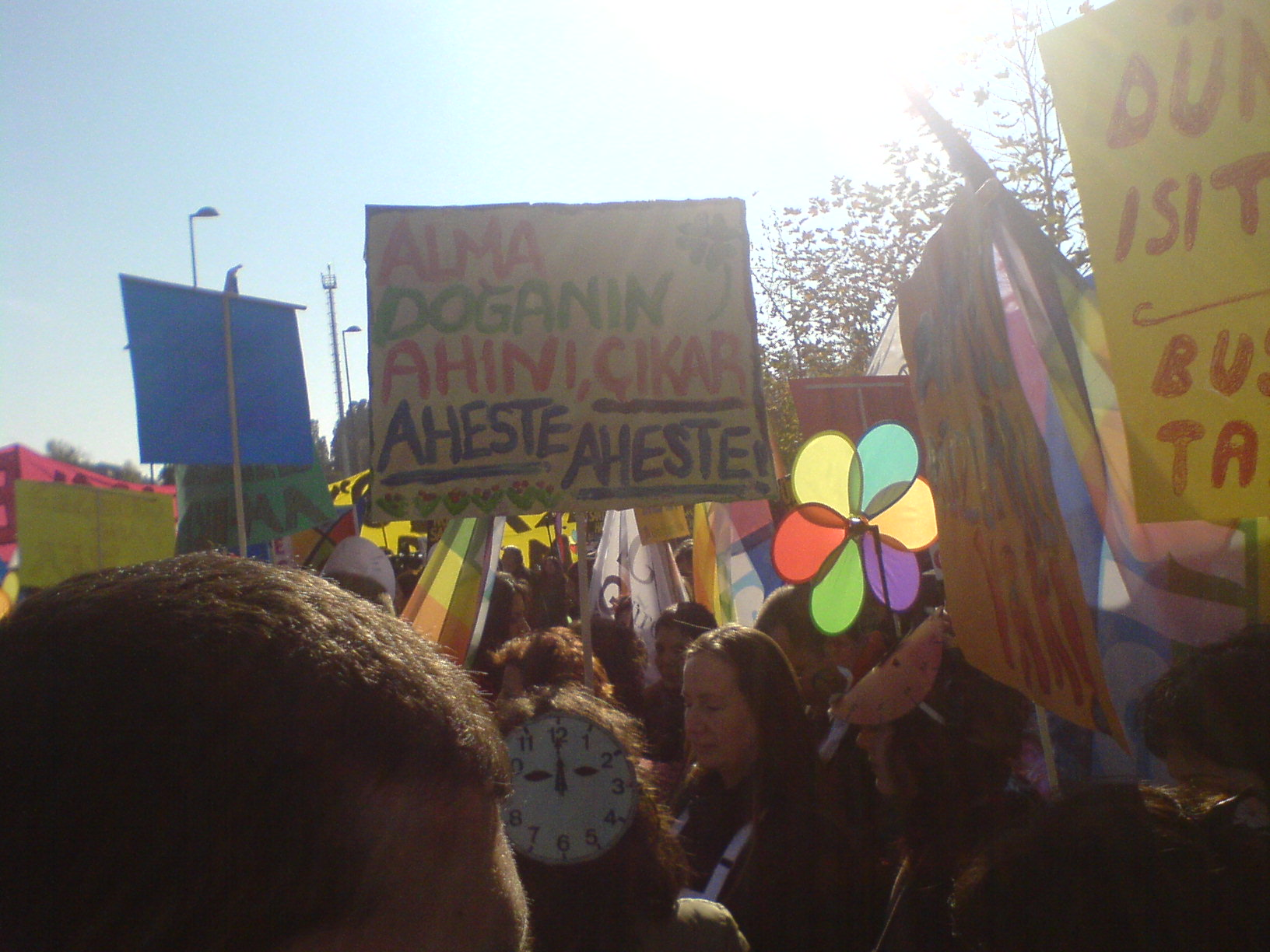
Una protesta por el cambio climático en Estambul en 2007.

Los ecologistas y académicos musulmanes citan el Corán para respaldar su ecologismo. En Estambul, en 2015, los líderes islámicos instaron a los 1600 millones de musulmanes del mundo a ayudar a combatir el cambio climático.
En 2020, la primera dama Emine Erdoğan afirmó que "cada paso en falso que demos puede suponer un desastre para las generaciones futuras". En 2019, algunos escolares turcos se unieron a la Huelga Escolar por el Clima.
Petición y demandas judiciales
La activista medioambiental Greta Thunberg y otros 15 niños presentaron una petición en 2019 para protestar por la falta de medidas contra la crisis climática por parte de Argentina, Brasil, Francia, Alemania y Turquía, alegando que, entre otros peligros, las olas de calor más mortíferas les afectarían a ellos y a otros niños en el futuro:: 29  La petición desafió a los cinco países en virtud de la Convención sobre los Derechos del Niño:"Unas emisiones comparables a las de Turquía provocarían un calentamiento de más de 4 °C". 66  Si la petición tiene éxito, se pedirá a los países que respondan; sin embargo, ninguna sugerencia es legalmente vinculante.En 2020, Turquía y otros 32 países fueron demandados ante el Tribunal Europeo de Derechos Humanos por un grupo de niños portugueses.
Medios de comunicación y artes

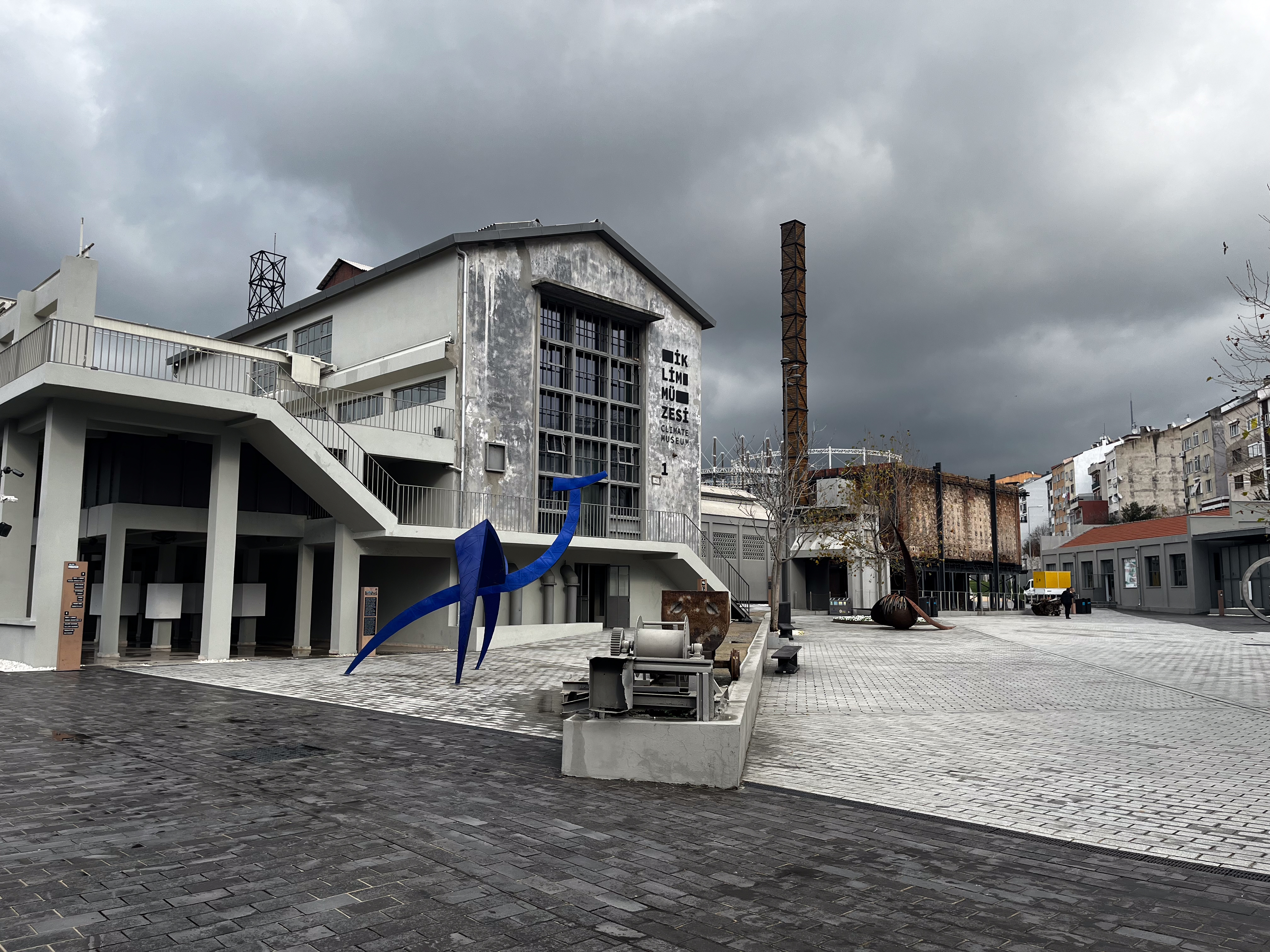
Müze Gazhane en Kadıköy es el primer museo sobre el cambio climático en Turquía.

En la década de 1990, la emisora independiente Açık Radyo (Radio Abierta) fue una de las primeras en informar sobre el cambio climático, y su fundador, Ömer Madra (en turco), destaca "las tres Y en la lucha contra el cambio climático: Yerel (local), Yatay (horizontal) y Yavaş (lento, sin recurrir a la violencia)". La emisora sigue en funcionamiento, e İklim Haber (Noticias sobre el clima) también cubre temas relacionados con el cambio climático en turco e inglés.El impacto climático de la energía del carbón rara vez se debate, y casi todos los propietarios de medios de comunicación turcos tienen intereses económicos en los combustibles fósiles: 17, 20  Los medios de comunicación solo cubren el cambio climático durante fenómenos meteorológicos extremos, sin suficientes opiniones de expertos ni perspectivas de la sociedad civil: 28  Algunos think tanks, como Ember, son respetados tanto por la industria como por los ecologistas. Ufuk Alparslan, director regional de Ember, afirma que los lectores se muestran entusiasmados con la energía solar, que aumenta la independencia energética y reduce los costes de importación, pero no están muy interesados en los beneficios climáticos.Las artes están creando conciencia sobre el cambio climático (aunque algunas están patrocinadas por empresas cuyas políticas medioambientales han sido criticadas),y la educación cuenta con el apoyo de la UE.Las protestas contra la minería de carbón a cielo abierto, como las del bosque de Akbelen, han sido cubiertas por pequeños medios de comunicación como Yeşil Gazete y Kaldıraç Magazine.

### Percepción pública

Encuesta 2023: Espero ser desplazado por el cambio climático - Ipsos

Las medidas individuales contra el cambio climático no se comprenden adecuadamente (en una encuesta realizada a profesores de primaria, muchos priorizaron erróneamente el uso de menos cosméticos) y tampoco se comprenden las decisiones gubernamentales sobre la mitigación del cambio climático (en la misma encuesta, solo una minoría priorizó correctamente la reducción del uso de combustibles fósiles). Algunos piensan erróneamente que el calentamiento futuro del agua del mar por la central nuclear de Akkuyu está relacionado con el cambio climático.
İklim Haber (Noticias sobre el clima) y KONDA Research and Consultancy descubrieron en 2018 que más de tres cuartas partes de la opinión pública sobre el cambio climático cree que los fenómenos meteorológicos extremos han aumentado. Más del 70 % de la población reconoce que la actual crisis climática es consecuencia de las actividades humanas.Algunas empresas constructoras han sido acusadas de "greenwashing", es decir, de anunciar sus edificios como respetuosos con el medio ambiente sin haber obtenido ningún certificado de construcción ecológica.
En una encuesta realizada por E3G en 2019 en seis países de la Iniciativa del Cinturón y Ruta de la Seda (incluida Turquía), la energía solar era la fuente de energía más popular y el carbón la menos popular. Veinticuatro ciudades turcas se comprometieron ese año con los objetivos del Acuerdo de París,y el Programa de las Naciones Unidas para el Desarrollo se asoció con la Federación Turca de Baloncesto en 2020 para sensibilizar a la opinión pública sobre la lucha contra el cambio climático.Un estudio de 2020 reveló que el nivel de apoyo público a un posible impuesto sobre el carbono no depende de si los ingresos se destinan a la mitigación y la adaptación.En 2023 se propuso un proyecto de ley que incluía la información pública y añadía el cambio climático a la educación en Turquía. En 2024 se creó un portal sobre el clima al que pueden acceder los ciudadanos turcos. Al igual que la opinión pública mundial, la mayoría de los turcos están a favor de la acción climática.

### Cooperación internacional

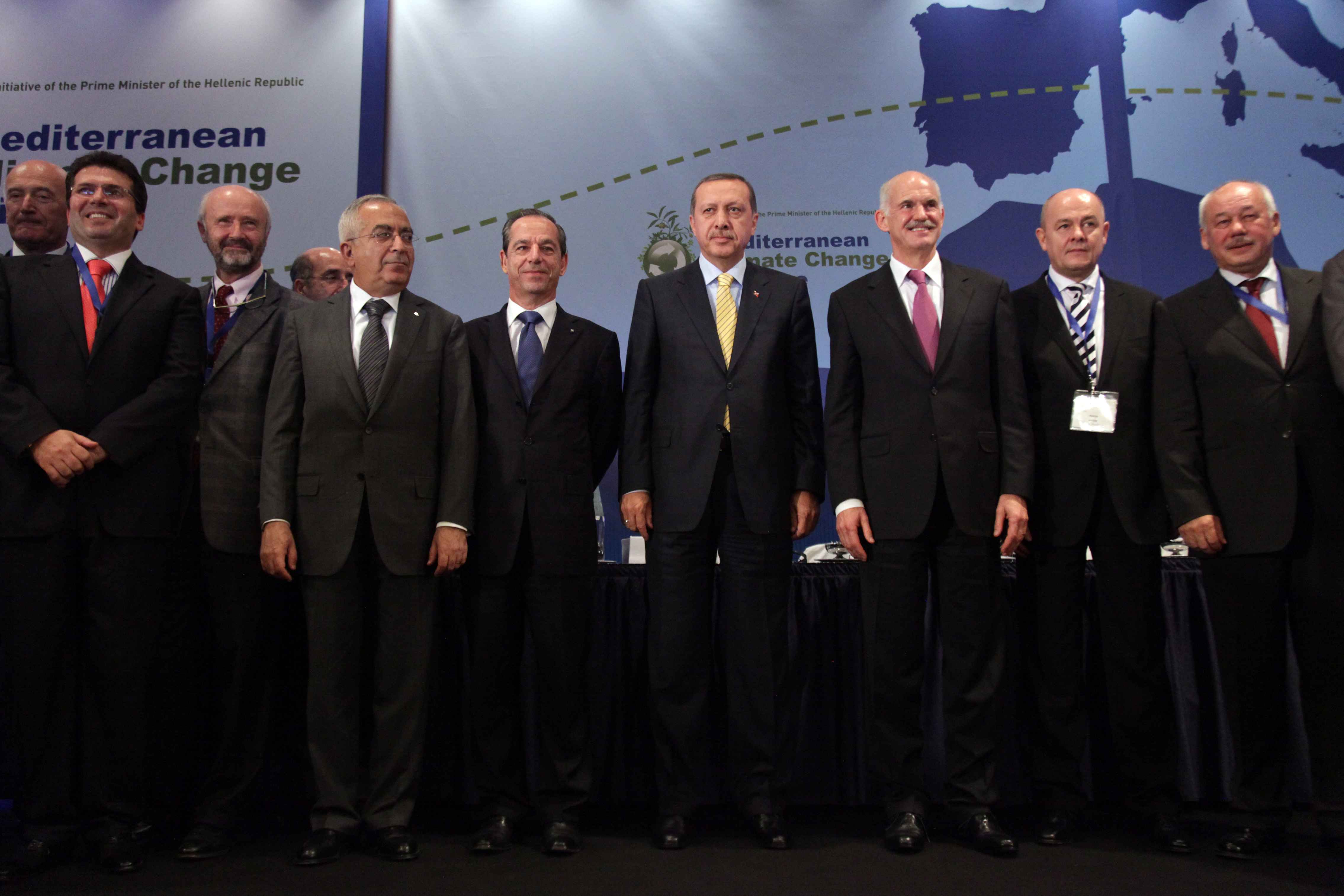
El presidente turco, Recep Tayyip Erdoğan, con otros líderes de países en una reunión de la Iniciativa sobre el Cambio Climático del Mediterráneo en 2010.

Según el Ministerio de Energía y Recursos Naturales, el cambio climático es uno de los mayores problemas del mundo.Turquía fue el quinto mayor receptor de fondos multilaterales para el clima entre 2013 y 2016, recibiendo 231 millones de dólares a través de canales como el Fondo de Tecnología Limpia (CTF) y el Fondo para el Medio Ambiente Mundial (GEF).
En 2021, Turquía ratificó el Acuerdo de París, con el voto favorable de todos los miembros del Parlamento. Antes de esto, era uno de los últimos países que quedaban, junto con su vecino Irán, sin ratificar el acuerdo. Fue el último de los países del G20 en ratificarlo. Según la presidencia actual de la cumbre del G20 de 2020, el motivo del retraso fue la "responsabilidad histórica insignificante de los países en las emisiones de gases de efecto invernadero (menos del 1 %)". Turquía no es parte del Convenio sobre la evaluación del impacto ambiental en un contexto transfronterizo (Convenio de Espoo). En 2021, Turquía ratificó la Enmienda de Kigali para reducir la producción y el uso de hidrofluorocarbonos. Armenia afirma que la construcción de presas en Turquía, junto con el cambio climático, ha reducido el caudal de la cuenca del río Araks.
Turquía envió más de mil representantes a la Conferencia de las Naciones Unidas sobre el Cambio Climático de 2023 y se sumó a diversas iniciativas, como la descarbonización de la producción de cemento. Sin embargo, fue criticada por no votar a favor de la eliminación gradual de los combustibles fósiles, y Umit Şahin, del Centro de Políticas de Estambul de la Universidad Sabancı, afirmó que eso sería bueno para la economía, ya que Turquía es importadora de combustibles fósiles.